# Ahmet Başar Şen
Ahmet Başar Şen (* 13. Juni 1967 in Ezine) ist ein türkischer Diplomat. Er war von 2021 bis 2025 Botschafter der Türkei in Deutschland.

## Leben
Ahmet Başar Şen besuchte das Kabataş-Jungengymnasium in Istanbul und studierte anschließend Internationale Beziehungen an der Fakultät für Politikwissenschaft der Universität Ankara, wo er 1988 seinen Abschluss machte. Von 1988 bis 1990 absolvierte er ein Masterstudium im Fach Rechtsordnung der EU an der Juristischen Fakultät der Universität Istanbul. Ein weiteres Magisterstudium folgte zwischen 1990 und 1996 an der Universität Stuttgart mit den Schwerpunkten Politikwissenschaft und Germanistik.
Şen trat 1996 in den diplomatischen Dienst der Türkei ein und arbeitete zunächst im Außenministerium in verschiedenen Abteilungen, darunter der Abteilung für Multilaterale Wirtschaftsangelegenheiten, der Personalabteilung und der Abteilung für Bilaterale Wirtschaftsangelegenheiten.
Von 2001 bis 2003 war er an der türkischen Botschaft in Berlin tätig, gefolgt von einem Einsatz an der Botschaft in Minsk, Belarus (2003–2005), und am Generalkonsulat in New York, Vereinigte Staaten (2006–2010). Von 2010 bis 2012 leitete er die Abteilung für den Nahen Osten im türkischen Außenministerium.
Ahmet Başar Şen war von 2012 bis 2016 Generalkonsul der Türkei in Berlin. Im Jahr 2016 wurde er zum Botschafter der Türkei in Taschkent, Usbekistan, ernannt, bevor er von 2020 bis 2021 die Position des Chefs des Protokolls im Außenministerium übernahm.
Am 25. Juni 2021 wurde Şen per Präsidialbeschluss zum Botschafter der Republik Türkei in Deutschland ernannt. Seine Amtszeit als Nachfolger von Ali Kemal Aydın begann am 1. August 2021. Şen amtierte bis Januar 2025; ihm folgte Gökhan Turan nach.
Botschafter a. D. Ahmet Başar Şen ist seit April 2025 sowohl einer der Gründer als auch Geschäftsführer des gemeinnützigen Deutsch-Türkischen Wirtschaftsrates DTWR gGmbH  mit Sitz in Berlin.

## Privates
Ahmet Başar Şen ist verheiratet und hat zwei Kinder.